# 野塘駅
野塘駅（ヤダンえき）は、大韓民国京畿道坡州市野塘洞にある韓国鉄道公社（KORAIL）の駅である。
乗り入れている路線は、線路名称上は京義線であるが、当駅には広域電鉄の京義・中央線電車のみが停車する。駅番号はK328。

## 駅構造
相対式ホーム2面2線を有する地上駅で、橋上駅舎を持つ。2面4線にできるよう、ホーム外側にスペースが確保されている。

### のりば
| 1 | ●京義・中央線 | 一山・デジタルメディアシティ・ソウル・龍山・龍門方面 |
| 2 | ●京義・中央線 | 金村・月籠・坡州・文山方面                           |

## 利用状況
近年の一日平均利用人員推移は下記のとおり。なお、2015年は開業日の10月31日から12月31日までの62日間の平均である。
| 路線          | 路線     | 2010年 | 2011年 | 2012年 | 2013年 | 2014年 | 2015年 | 2016年 | 2017年 | 2018年 | 2019年 | 出典  |
| ------------- | -------- | ------ | ------ | ------ | ------ | ------ | ------ | ------ | ------ | ------ | ------ | ----- |
| ●京義・中央線 | 乗車人員 | 未開業 | 未開業 | 未開業 | 未開業 | 未開業 | 2,270  | 2,992  | 3,804  | 4,601  | 5,405  | [ 1 ] |
| ●京義・中央線 | 降車人員 | 未開業 | 未開業 | 未開業 | 未開業 | 未開業 | 2,163  | 2,814  | 3,563  | 4,360  | 5,177  | [ 1 ] |
| ●京義・中央線 | 乗降人員 | 未開業 | 未開業 | 未開業 | 未開業 | 未開業 | 4,433  | 5,806  | 7,367  | 8,961  | 10,582 | [ 1 ] |

## 歴史
- 2015年10月31日 - 開業。